# Pilcar
La Pilcar è una automobile a propulsione elettrica costruita, dal 1977 al 1979, nell'omonima azienda svizzera, fondata a Ginevra dalla "Electricité Neuchâteloise SA" e dalla "Société Romanda d'Electricité".
L'intenzione della Pilcar era di produrre vetture elettriche per le grandi città che, già negli anni settanta, iniziavano a soffrire le conseguenze di inquinamento e movimentazione dovute alla numerosa presenza di veicoli a motore. In particolare, gli scopi progettuali erano di evitare le emissioni in atmosfera e di risolvere il problema dei parcheggi, attraverso la propulsione elettrica ed il ridotto ingombro dei veicolo.
La tecnologia impiegata è simile a quella delle golf cart, quadricicli elettrici usati all'interno dei campi da golf, già trasferita su veicoli stradali dalla Zagato, qualche anno prima, con il modello Zele.
Il design della vettura venne affidato al prestigioso carrozziere e costruttore elvetico Franco Sbarro che realizzò una struttura in metallo e plastica, utilizzando componenti di automobili della grande serie, soprattutto materiali provenienti da modelli Opel, Fiat e Renault.
Progettata per le esigenze cittadine di un'utenza principalmente femminile, la Pilcar è caratterizzata da un abitacolo molto ridotto per i 4 posti previsti, inadatto a persone di alta statura, e raggiunge una velocità massima di 60 km/h, con un'autonomia di 100 km.